# Mbugwe (langue)
Pour les articles homonymes, voir Mbugwe.
Le mbugwe est une langue bantoue parlée par la population mbugwe en Tanzanie. 

## Écriture
| A a | AA aa   | B b   | CH ch | D d   | E e | EE ee | Ɛ ɛ | ƐƐ ɛɛ | F f | G g   | H h | I i | II ii | J j | K k | L l | M m |
| N n | NG' ng' | NY ny | O o   | OO oo | Ɔ ɔ | ƆƆ ɔɔ | P p | R r   | S s | SH sh | T t | U u | UU uu | V v | W w | Y y |     |

L’accent aigu est utilisé pour indiquer le ton montant, par exemple ‹ oweerá › « dire » en comparaison avec ‹ oweera › « plonger ».
Le tréma est utilisé pour distinguer certains homographes, par exemple ‹ wɛ̈ɛ › « tu » et ‹ wɛɛ › « il / elle ». L’accent circonflexe avec chasse (ˆ ou ^) est utilisé devant les verbes au présent ou au passé pour les distinguer des verbes au futur, par exemple ‹ ˆoloosa nkɛɛndɛ › « je dit » et ‹ oloosa nkɛɛndɛ › « je dirai ».